# Agua Escondida, Tezonapa
Agua Escondida är en ort i Mexiko.   Den ligger i kommunen Tezonapa och delstaten Veracruz, i den sydöstra delen av landet, 250 km öster om huvudstaden Mexico City. Agua Escondida ligger 1 096 meter över havet och antalet invånare är 292.
Terrängen runt Agua Escondida är kuperad norrut, men söderut är den bergig. Runt Agua Escondida är det ganska tätbefolkat, med 222 invånare per kvadratkilometer. Närmaste större samhälle är Córdoba, 18,2 km norr om Agua Escondida. I omgivningarna runt Agua Escondida växer i huvudsak städsegrön lövskog.